# Fußball-Oberliga 2003/04
Die Saison 2003/04 der Oberliga war die zehnte Saison der Oberliga als vierthöchste Spielklasse im Fußball in Deutschland nach Einführung der zunächst viergleisigen – später drei- und zweigleisigen – Regionalliga als dritthöchste Spielklasse zur Saison 1994/95.
Die Oberliga Nord wurde letztmals als zweigleisige Liga ausgespielt.

## Oberligen
- Oberliga Baden-Württemberg 2003/04
- Bayernliga 2003/04
- Oberliga Hessen 2003/04
- Oberliga Nord 2003/04 in zwei Staffeln (Niedersachsen/Bremen und Hamburg/Schleswig-Holstein)
- Oberliga Nordost 2003/04 in zwei Staffeln (Nord und Süd)
- Oberliga Nordrhein 2003/04
- Oberliga Südwest 2003/04
- Oberliga Westfalen 2003/04

## Aufstieg zur Regionalliga Nord

### Oberliga Nord
Der Tabellenerste der Staffel Niedersachsen/Bremen, die Amateure des VfL Wolfsburg, stiegen kampflos auf, da der Tabellenerste der Staffel Hamburg/Schleswig-Holstein, die zweite Mannschaft von Holstein Kiel, nicht aufstiegsberechtigt war und auch keine weitere Mannschaft von ihrem Recht Gebrauch machte, an der Relegation teilzunehmen.

### Oberliga Nordost
Die Tabellenersten der Staffeln Nord, die Amateure von Hertha BSC, und Süd, VFC Plauen, spielten nach Beendigung der Saison in zwei Spielen den Aufsteiger in die Regionalliga aus. Das Hinspiel in Plauen gewannen die Berliner trotz zweimaliger Führung der Hausherren mit 4:2, ehe Plauen im Rückspiel nach einem 0:2-Rückstand mit 3:2 gewann. Aufgrund der mehr erzielten Tore sicherten sich die Hertha-Amateure den Regionalliga-Aufstieg.
|            | Gesamt |                     | Hinspiel (30.5.) | Rückspiel (6.6.) |
| ---------- | ------ | ------------------- | ---------------- | ---------------- |
| VFC Plauen | 5:6    | Hertha BSC Amateure | 2:4 (1:1)        | 3:2 (0:1)        |